# Апановка
Апа́новка (каз. Апан) — село у складі району Беїмбета Майліна Костанайської області Казахстану. Входить до складу Павловського сільського округу.
Населення — 500 осіб (2021; 575 у 2009, 787 у 1999, 749 у 1989).